# Léon Rothier

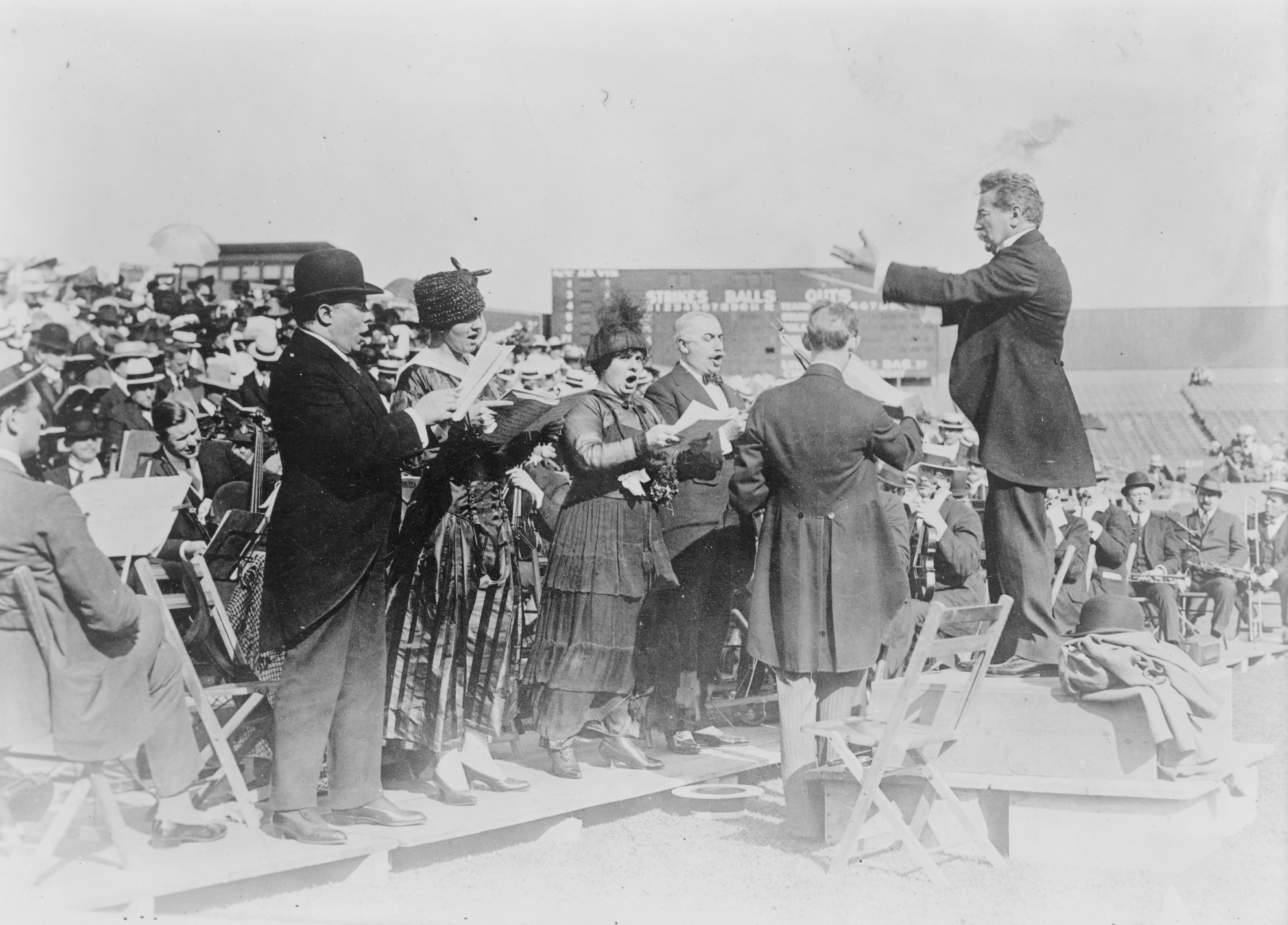
Rothier (a destra, mentre canta) esegue il Requiem di Verdi al Polo Grounds di New York City nel 1916, insieme, da sinistra, a Giovanni Zenatello, Louise Homer (sotto lo pseudonimo di 'Lucile Lawrence') e Maria Gay; direttore Louis Koemmenich.

Léon Rothier (Reims, 26 dicembre 1874 – New York, 6 dicembre 1951) è stato un basso francese, che ha goduto di una lunga collaborazione con il Metropolitan Opera di New York.

## Biografia
Léon Rothier nasce nel 1874 a Reims, nella Champagne-Ardenne, regione del nord della Francia. In questa città iniziò la sua carriera come violinista, ma in seguito si iscrisse al Conservatorio di Parigi per studiare canto.
Nel 1899 debuttò come cantante all'Opéra-Comique di Parigi, in Philémon et Baucis di Charles Gounod. Un anno dopo partecipò alla prima di Louise di Gustave Charpentier. Rothier lasciò l'Opéra-Comique nel 1907 e, dopo alcuni brevi periodi con alcune piccole compagnie d'opera francesi, si trasferì negli Stati Uniti, iniziando una collaborazione di 30 anni con il Metropolitan Opera di New York. Ha creato il ruolo del nonno Tyl in L'oiseau bleu di Albert Wolff (1919). Nel 1949 adempiva ancora agli impegni di canto in pubblico a New York , nel locale per gli spettacoli del Municipio di New York.
Morì a New York il 6 dicembre 1951.

## Eredità
Nel susseguirsi di importanti bassi di origine francese ascoltati al Met, seguì le orme di Pol Plançon e Marcel Journet. Rothier ha realizzato diverse registrazioni sonore durante la sua vita, tra cui due estratti da Un ballo in maschera con il grande tenore Enrico Caruso, Frieda Hempel, Maria Duchêne e Andrés de Segurola. Rothier è apparso anche in uno o due film, Webb Singing Pictures (1917) e forse in uno realizzato da Lee De Forest nel suo film sonoro su pellicola della Phonofilm intorno al 1922.